# Mundur leśnika

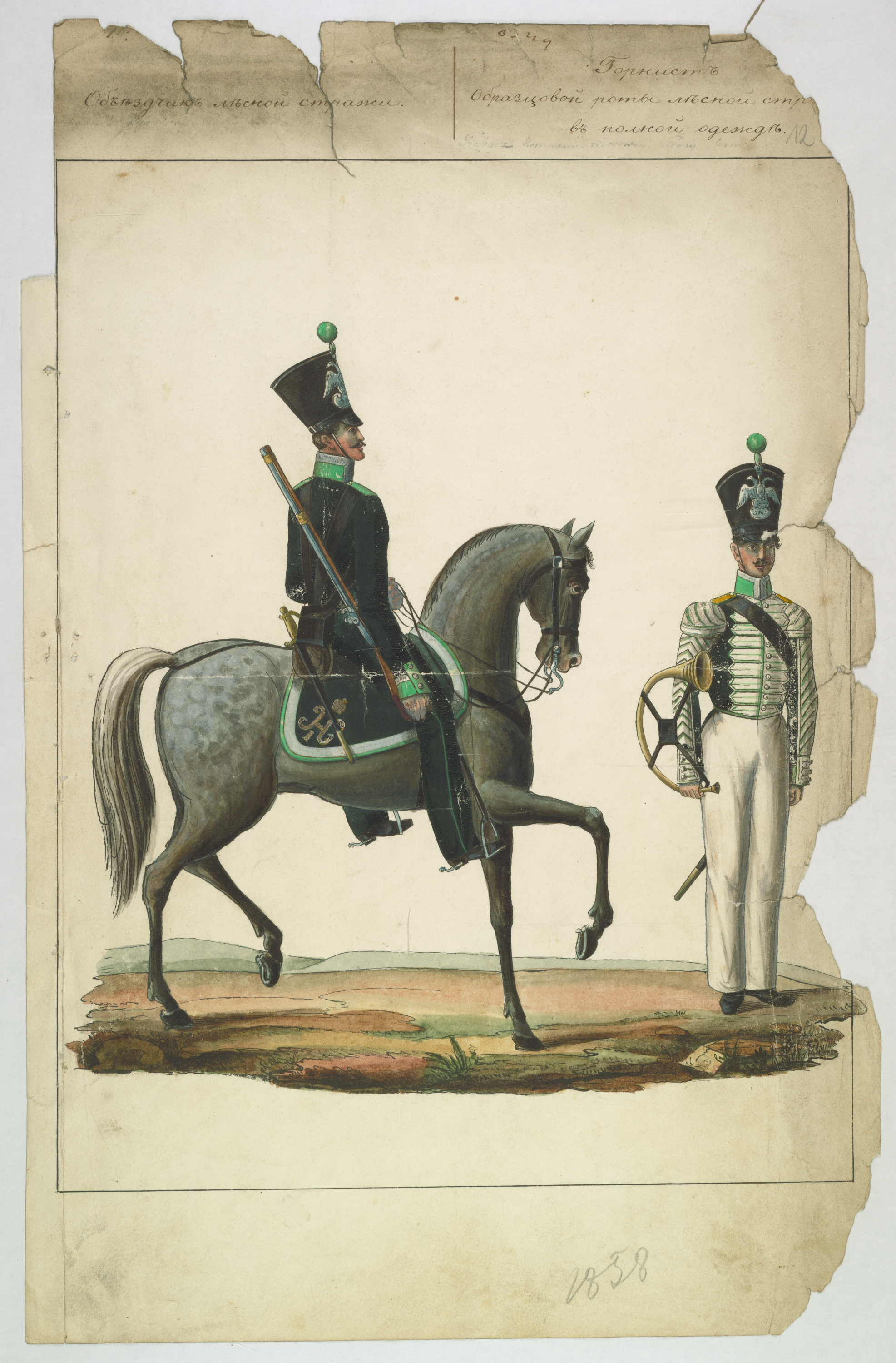
Przepisy z 1838 roku dotyczące mundurów dla urzędników leśnych w Królestwie Polskim

Mundur leśnika – w wielu krajach świata rodzaj jednolitego oraz standardowego ubioru (uniformu) przeznaczonego dla służby leśnej, pełniącego funkcje reprezentacyjne oraz ochronne. W Polsce mundur leśnika przysługuje m.in. Służbie Leśnej Lasów Państwowych i zakładany jest na czas pełnienia czynności służbowych i ceremonii. Eksponuje on rangę zawodu i różnicuje szarżę leśnika (stopnień i stanowisko służbowe) - wyrażoną w dystynkcjach wyszywanych na patkach kołnierzowych. Spełnia również rolę odzieży ochronnej.
Mundur leśnika to jeden z wielu rodzajów munduru tzw. korpusu służby cywilnej (tu wymienić można m.in. mundur łowiecki, mundur górniczy, mundur harcerski), który obok wcześniejszego chronologicznie (i bardziej wyeksponowanego) munduru wojskowego jest przedmiotem badań mundurologii - jednej z nauk pomocniczych historii, zajmującej się całokształtem badań nad historią mundurów.

## Historia
Narodowy polski mundur służb leśnych pochodzi z czasów Królestwa Polskiego (Kongresowego). Panujący podówczas car Rosji i król Polski Aleksander I Romanow w dniu 1 grudnia 1819 r. wydał dekret podnoszący status Administracji Leśnej Rządowej do rangi Królewskiego Korpusu Leśnego (KKL). W dekrecie tym wydzielono z administracji państwowej służbę leśną, zaistniała więc konieczność ustanowienia dla niej także oddzielnego munduru, który stał się pierwszym w dziejach Polski narodowym uniformem leśnym - w części kraju pozostającej w unii personalnej z Rosją.
Na początku XIX stulecia mundur leśnika pojawił się niemal równocześnie w wielu innych krajach europejskich, m.in. w Prusach w 1817 r., później w Imperium Rosyjskim w 1837 r. - gdzie wzorowany był na polskim mundurze leśnym. 

## Wygląd

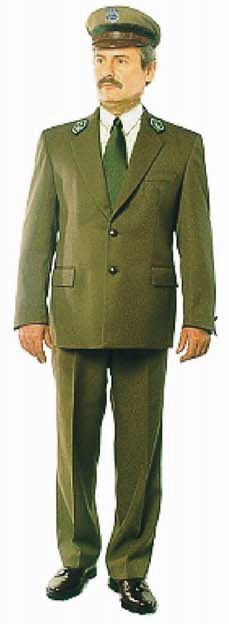
Mundur wyjściowy męski leśnika obowiązujący w latach 2007 - 2023.

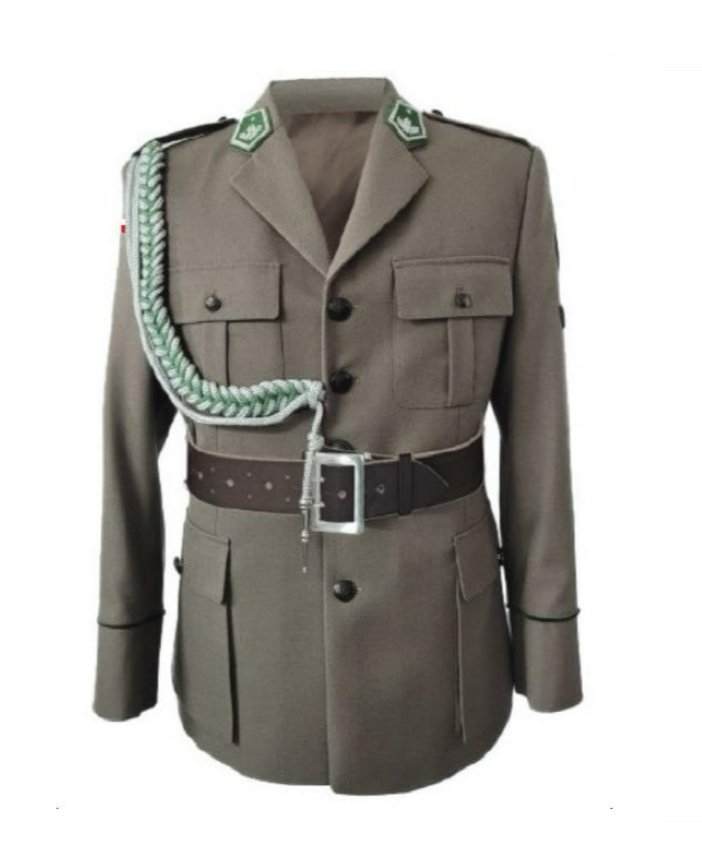
Współczesny mundur galowy dla asysty honorowej leśnika zgodnie z rozporządzeniem Ministra Środowiska z 27 grudnia 2023 r. w sprawie wzorów mundurów leśnika i oznak dla osób uprawnionych do ich noszenia (Dz.U. z 2023 r. Nr 2779).

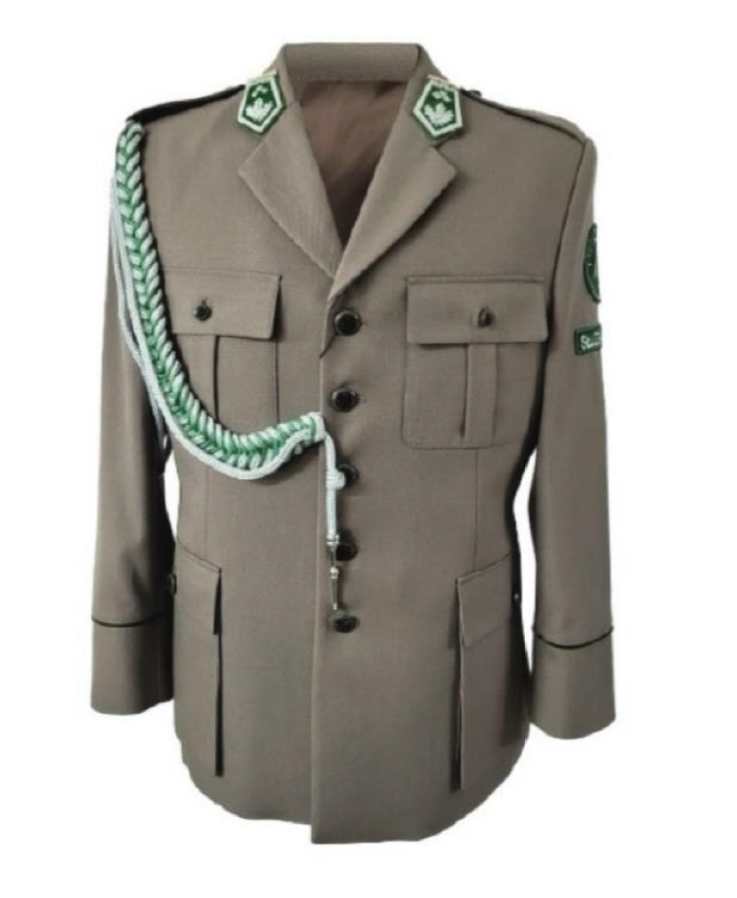
Współczesny mundur galowy męski leśnika zgodnie z rozporządzeniem Ministra Środowiska z 27 grudnia 2023 r. w sprawie wzorów mundurów leśnika i oznak dla osób uprawnionych do ich noszenia (Dz.U. z 2023 r. Nr 2779).

Mundur leśnika zasadnicze elementy i stylistykę zaczerpnął z munduru wojskowego. W projekcie munduru z 1819 r. zastosowano powszechnie panującą wówczas "modę napoleońską". Po raz pierwszy określono tu wzory dystynkcji służbowych, krój oraz zieloną barwę stroju leśnika. Odtąd, aż po czasy współczesne polscy leśnicy noszą mundury z haftem srebrnym przedstawiającym liście dębowe i żołędzie. Pomimo charakterystycznej dla swej epoki rozbudowanej stylistyki, mundur zachowywał umiar i dzięki temu był stosunkowo prostym i praktycznym ubiorem w codziennym użyciu.
XIX-wieczny mundur leśny zachował odrębną polską symbolikę narodową. Pomimo faktu, że oficjalnym godłem Królestwa Polskiego był czarny dwugłowy orzeł carski z polską tarczą herbową umieszczoną na jego piersiach, to godłem wojskowym pozostał Orzeł Biały, który był identyczny od czasów napoleońskich. To właśnie ten orzeł znalazł się na guzikach mundurów oficerów leśnych, a także na guziku spinającym kordon na ich kapeluszach, wykończeniach felcechów, ponad chwastami, na klamrach przy pendencie oraz na ładownicach i czakach (stanowiących nakrycie głowy strzelców i strażników leśnych).
Współczesny mundur polskich służb leśnych w swoim projekcie również jest zbliżony do munduru wojskowego. Pomimo zmian mody jakie miały miejsce na przestrzeni 200 lat jego historii, zachował on pewne cechy wspólne ze swoim pierwowzorem z epoki napoleońskiej, takie jak zielony kolor, polskie godło państwowe, a także wyszycia haftem srebrnym liści dębowych oraz żołędzi.

### Dystynkcje
Wzory oznak noszonych na klapach marynarki do munduru wyjściowego:
| Patka (oznaka) | Osoba uprawniona |
| -------------- | --- |
|                | - minister właściwy ds. środowiska. |
|                | - sekretarz stanu w urzędzie obsługującym ministra właściwego ds. środowiska; - podsekretarz stanu w urzędzie obsługującym ministra właściwego ds. środowiska. |
|                | - dyrektor, zastępca dyrektora, radca ministra, naczelnik w departamencie zajmujący się nadzorem nad gospodarką leśną w urzędzie obsługującym ministra właściwego ds. środowiska. |
|                | - główny specjalista zajmujący się nadzorem nad gospodarką leśną w urzędzie obsługującym ministra właściwego ds. środowiska. |
|                | - starszy specjalista zajmujący się nadzorem nad gospodarką leśną w urzędzie obsługującym ministra właściwego ds. środowiska. |
|                | - specjalista zajmujący się nadzorem nad gospodarką leśną w urzędzie obsługującym ministra właściwego ds. środowiska. |
|                | - pozostali pracownicy zajmujący się nadzorem nad gospodarką leśną w urzędzie obsługującym ministra właściwego ds. środowiska. |
|                | - Dyrektor Generalny Lasów Państwowych; - dyrektor regionalnej dyrekcji Lasów Państwowych. |
|                | - zastępca Dyrektora Generalnego Lasów Państwowych; - zastępca dyrektora regionalnej dyrekcji Lasów Państwowych. |
|                | - W Lasach Państwowych: - Główny Księgowy Lasów Państwowych; - główny księgowy regionalnej dyrekcji Lasów Państwowych; - Główny Inspektor Lasów Państwowych; - Główny Inspektor Straży Leśnej; - dyrektor leśnego zakładu doświadczalnego szkoły wyższej. |
|                | - W Lasach Państwowych: - naczelnik wydziału; - regionalny inspektor Lasów Państwowych; - główny specjalista Służby Leśnej; - kierownik zespołu ochrony lasu; - nadleśniczy; - dyrektor jednostki organizacyjnej Lasów Państwowych o zasięgu krajowym; - dyrektor średniej leśnej szkoły zawodowej; - nadleśniczy w leśnym zakładzie doświadczalnym szkoły wyższej. |
|                | - W Lasach Państwowych: - inspektor Lasów Państwowych; - inspektor Straży Leśnej; - starszy specjalista Służby Leśnej w Dyrekcji Generalnej Lasów Państwowych i regionalnej dyrekcji Lasów Państwowych; - zastępca nadleśniczego; - zastępca dyrektora jednostki organizacyjnej Lasów Państwowych o zasięgu krajowym; - główny księgowy nadleśnictwa; - zastępca dyrektora średniej leśnej szkoły zawodowej; - kierownik wydziału do spraw leśnictwa w starostwie; - główny inżynier (zastępca nadleśniczego) w leśnym zakładzie doświadczalnym szkoły wyższej. |
|                | - W Lasach Państwowych: - specjalista Służby Leśnej w Dyrekcji Generalnej Lasów Państwowych i regionalnej dyrekcji Lasów Państwowych; - inżynier nadzoru w nadleśnictwie; - nauczyciel w średniej leśnej szkole zawodowej; - inspektor ds. leśnictwa w starostwie; - inżynier nadzoru w leśnym zakładzie doświadczalnym szkoły wyższej. |
|                | - W Lasach Państwowych: - starszy specjalista Służby Leśnej w nadleśnictwie; - leśniczy; - sekretarz nadleśnictwa; - starszy strażnik leśny; - pozostali pracownicy prowadzący sprawy leśnictwa w starostwie; - W leśnym zakładzie doświadczalnym szkoły wyższej: - starszy specjalista; - leśniczy. |
|                | - W Lasach Państwowych: - specjalista Służby Leśnej w nadleśnictwie; - podleśniczy; - strażnik leśny; - W leśnym zakładzie doświadczalnym szkoły wyższej: - specjalista; - podleśniczy; - strażnik leśny. |
|                | - gajowy w Lasach Państwowych i leśnym zakładzie doświadczalnym szkoły wyższej. |
|                | - pracownicy Lasów Państwowych niezaliczeni do Służby Leśnej. |
|                | - uczniowie średniej leśnej szkoły zawodowej. |
|                | - pracownicy instytutów badawczych statutowo działających na rzecz leśnictwa. |

Dodatkowo do oznak noszonych na klapach marynarki do munduru wyjściowego oraz nad lewą kieszenią koszuli stosuje się wypustki w kolorze:
- złotym – dla pracowników Dyrekcji Generalnej Lasów Państwowych;
- żółtym – dla pracowników zakładów Lasów Państwowych o zasięgu krajowym;
- sjeny palonej – dla pracowników regionalnych dyrekcji Lasów Państwowych;
- srebrnym – dla pracowników nadleśnictw;
- zielonym – dla średnich leśnych szkół zawodowych, leśnych zakładów doświadczalnych szkół wyższych oraz instytutów badawczych statutowo działających na rzecz leśnictwa;
- niebieskim – dla pracowników starostw bezpośrednio zajmujących się nadzorem nad gospodarką leśną w lasach niestanowiących własności Skarbu Państwa.

Na początku XXI wieku niższym aktem prawnym wprowadzono honorowe dystynkcje z fioletowymi wypustkami dla kapelanów Lasów Państwowych:
| Patka (oznaka) | Funkcja honorowa                        |
| -------------- | --------------------------------------- |
|                | - kapelan krajowy Lasów Państwowych.    |
|                | - kapelan regionalny Lasów Państwowych. |

13 października 2022 Dyrektor Generalny LP powołał Zespół Duszpasterski Lasów Państwowych, jednocześnie wprowadzając kolejne dystynkcje dla duchownych:
| Patka (oznaka) | Osoba uprawniona |
| -------------- | --- |
|                | - Delegat Konferencji Episkopatu Polski ds. Duszpasterstwa Pracowników Leśnictwa, Gospodarki Wodnej i Ochrony Środowiska; - Przewodniczący Zespołu Duszpasterskiego Lasów Państwowych. |
|                | - dziekan Zespołu Duszpasterskiego Lasów Państwowych. |
|                | - duszpasterz – członek Zespołu Duszpasterskiego Lasów Państwowych. |